# Archiblatta beccarii
Archiblatta beccarii är en kackerlacksart som beskrevs av Hanitsch 1932. Archiblatta beccarii ingår i släktet Archiblatta och familjen storkackerlackor. Inga underarter finns listade i Catalogue of Life.